# Большое Никитино (Тверская область)
 Большое Никитино  — деревня в Сандовском районе Тверской области.

## География
Находится в северо-восточной части Тверской области на расстоянии приблизительно 6 км по прямой на северо-восток от районного центра поселка Сандово.

## История
Деревня была отмечена уже на карте 1825 года. В 1859 году здесь (деревня Весьегонского уезда Тверской губернии) было учтено 44 двора. С 2005 до 2020 года входила в состав ныне упразднённого Соболинского сельского поселения.

## Население
Численность населения: 285 человек (1859 год), 40 (русские 80 %) в 2002 году, 22 в 2010.